# Maxence Van Der Meersch
Maxence Van Der Meersch (født 4. maj 1907 i Roubaix, død 14. januar 1951 i Le Touquet) var en fransk forfatter, der i 1936 fik Goncourtprisen for romanen L'Empreinte de Dieu (da: Karelina).
1. ↑  Navnet er anført på fransk og stammer fra Wikidata hvor navnet endnu ikke findes på dansk.